# Eagle (Katamaran)

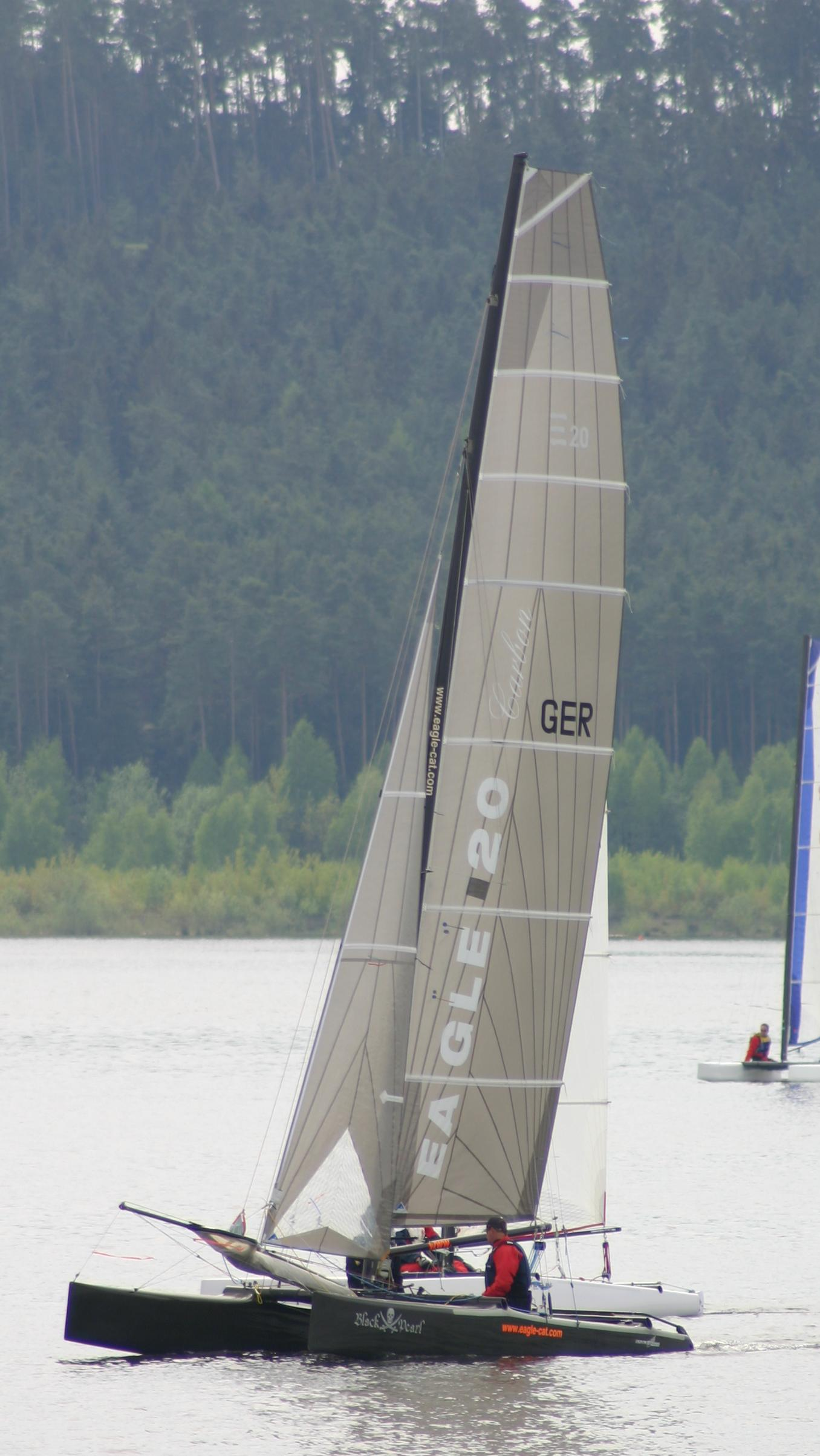
Eagle 20 auf dem Großen Brombachsee

Der Eagle ist ein Segelkatamaran-Typ aus der Serie der Firma Cat-Stadl in Muhr am See im Fränkischen Seenland.
Nebenstehende Tabelle gilt für den Eagle 20 carbon.

## Geschichte

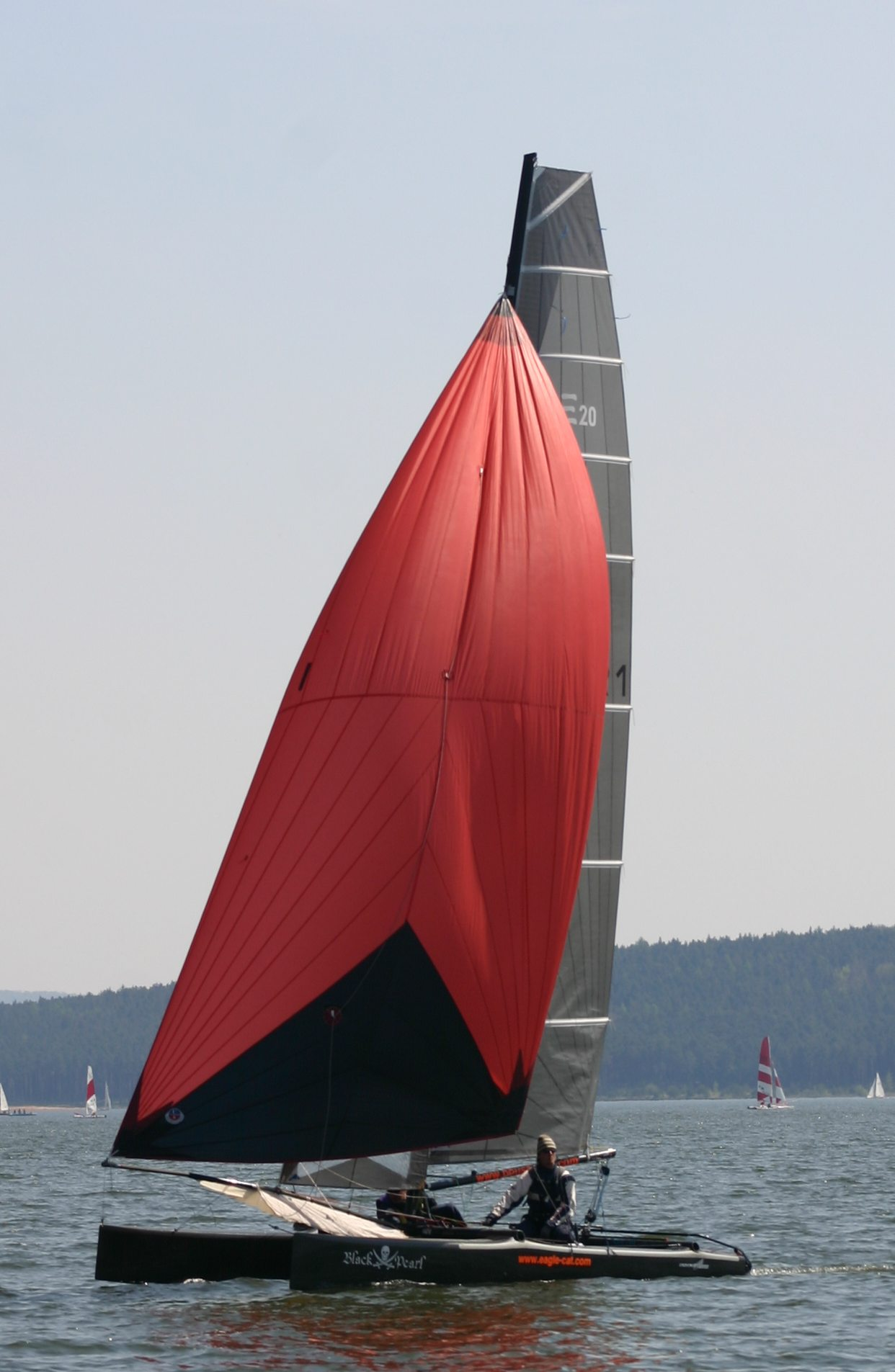
Eagle 20 auf dem Großen Brombachsee

Der erste Eagle-Katamaran entstand 2001 als Repräsentant der F20HT(High-Tech)-Klasse. Nach langer Perfektionierung wurde dieser Typ als Eagle 20 carbon verkauft. Neu im Programm ist seit 2010 ein 15-Fuß-Schiff (Eagle 15 beach) und seit 2011 ein 16-Fuß-Schiff (Eagle 16 Sport). 

### Modelle
| Typen              | Eagle 15 beach | Eagle 16 Sport | Eagle 18 | Eagle 18 HT | Eagle 20 Carbon | Eagle Ocean          |
| ------------------ | -------------- | -------------- | -------- | ----------- | --------------- | -------------------- |
| Länge              | 4,48 m         | 5,00 m         | 5,50 m   | 5,50 m      | 6,10 m          | 6,10 m               |
| Breite             | 2,30 m         | 2,50 m         | 2,50 m   | 2,50 m      | 3,05 m          | 6,00 m (inkl. Wings) |
| Masthöhe           | 7,95 m         | 8,50 m         | 9,60 m   | 10,30 m     | 10,30 m         | 10,30 m              |
| Masse              | 100 kg         | 110 kg         | 125 kg   | 125 kg      | 145 kg          | 185 kg               |
| Großsegelfläche    | 14,50 m²       | 15,00 m²       | 16,80 m² | 20,00 m²    | 19,25 m²        | 19,25 m²             |
| Fock               |                | 3,70 m²        | 3,20 m²  |             | 4,80 m²         | 4,80 m²              |
| Gennaker/Spinnaker | 15,00 m²       | 18,00 m²       | 20,00 m² | 20,00 m²    | 28,00 m²        | 28,00 m²             |

## Erfolge
- 2004: Der Eagle 20 carbon gewann die Langstreckenregatta Round Texel nach gesegelter Zeit. Es segelten Hans Bouscholte und Ruurd van Wieren.
- 2005: Der Eagle 18HT gewann die 18HT German Open in Wasserburg am Bodensee. Es segelten Nils Bunkenburg und Kai Rosenbauer.
- 2006: Der Eagle 18HT gewann die 18HT German Open in Muhr am Altmühlsee. Es segelten Helge Sach und Thomas Regahl.
- 2009: Der Eagle 18HT gewann alle zehn Wettfahrten der Europameisterschaft, zudem den 1. Platz der offenen Klasse beim ROUND TEXEL. Es segelten die Schweizer Andi Lutz und Micca Huber.

## Einzelbauten
2005 baute die Werft den Eagle 20 Carbon Ocean, mit dem der brasilianische Extremsegler Roberto Pandiani eine Atlantiktour unternahm, die im Mai 2005 in New Jersey startete und im August in Sisimiut in Grönland endete. Im Juli 2011 bestellte Pandiani einen extrem leichten Prototyp mit der Bezeichnung Eagle 26, um mit diesem Schiff die Nord-West-Passage zu durchqueren. Das Schiff wurde im Oktober 2012 ausgeliefert.